# Live at the Apollo (Ben Harper e The Blind Boys of Alabama)
Live at the Apollo è un concerto di Ben Harper e The Blind Boys of Alabama registrato all'Apollo Theater di Harlem (New York) il 12 ottobre 2004. È stato poi pubblicato su CD il 14 marzo 2005 e in DVD il 29 marzo dello stesso anno.

## Tracce
1. 11th Commandment – 2:51
2. Well, Well, Well – 4:09
3. I Want To Be Ready – 4:09
4. Take My Hand – 4:44
5. Picture Of Jesus – 3:41
6. Church House Steps – 4:42
7. Ben introduces the band – 5:10
8. Give A Man A Home – 3:47
9. Wicked Man – 3:53
10. Mother Pray – 3:38
11. I Shall Not Walk Alone – 6:35
12. Church On Time – 5:04
13. Where Could I Go – 6:45
14. There Will Be A Light – 4:02
15. Satisfied Mind – 10:35